# John Helliwell
John Anthony Helliwell (Todmorden, 15 febbraio 1945) è un sassofonista britannico, noto come membro dei Supertramp.

## Carriera
Oltre che sassofonista, è anche occasionalmente tastierista, percussionista e corista. Fa parte dal 1973 del gruppo rock Supertramp. In precedenza, tra la fine degli anni '60 e i primi anni '70, ha fatto parte del gruppo The Alan Bown Set.
Ha suonato con i Pink Floyd per l'album A Momentary Lapse of Reason (1987).
Nel 2004 ha formato, con Mark Hart, anch'egli attivo nei Supertramp, il gruppo Crème Anglaise.
Nel 2025, anno del suo ottantesimo compleanno, Helliwell annuncia il suo ritiro.